# Fairfield (Oklahoma)
Fairfield és una concentració de població designada pel cens dels Estats Units a l'estat d'Oklahoma. Segons el cens del 2000 tenia 367 habitants.

## Demografia
Segons el cens del 2000, Fairfield tenia 367 habitants, 118 habitatges, i 96 famílies. La densitat de població era de 39,5 habitants per km².
Dels 118 habitatges en un 44,9% hi vivien nens de menys de 18 anys, en un 59,3% hi vivien parelles casades, en un 13,6% dones solteres, i en un 18,6% no eren unitats familiars. En el 16,9% dels habitatges hi vivien persones soles el 7,6% de les quals corresponia a persones de 65 anys o més que vivien soles. El nombre mitjà de persones vivint en cada habitatge era de 3,11 i el nombre mitjà de persones que vivien en cada família era de 3,45.
Per edats la població es repartia de la següent manera: un 36,2% tenia menys de 18 anys, un 8,2% entre 18 i 24, un 28,6% entre 25 i 44, un 18,8% de 45 a 60 i un 8,2% 65 anys o més.
L'edat mediana era de 29 anys. Per cada 100 dones de 18 o més anys hi havia 90,2 homes.
La renda mediana per habitatge era de 23.750 $ i la renda mediana per família de 26.667 $. Els homes tenien una renda mediana de 23.000 $ mentre que les dones 19.722 $. La renda per capita de la població era de 10.497 $. Entorn del 27,5% de les famílies i el 25,5% de la població estaven per davall del llindar de pobresa.

## Poblacions properes
El següent diagrama mostra les poblacions més properes.